# Mastacembelus undulatus
Mastacembelus undulatus är en fiskart som först beskrevs av Mcclelland, 1844.  Mastacembelus undulatus ingår i släktet Mastacembelus och familjen Mastacembelidae. IUCN kategoriserar arten globalt som otillräckligt studerad. Inga underarter finns listade i Catalogue of Life.